# Theodor von Levetzow
Theodor Joachim Elias Frederik von Levetzow, auch Friedrich von Levetzow (* 9. September 1843 in Kastorf; † 20. Dezember 1902 in Oldenburg (Oldb)) war ein deutscher Marineoffizier, zuletzt Kapitän zur See. Von 1894 bis zu seinem Tod war er Reichskommissar für das Auswanderungswesen.

## Leben
Theodor von Levetzow stammte aus dem dänischen Zweig des ursprünglich mecklenburgischen Adelsgeschlechtes von Levetzow; er war ein Sohn des damaligen Amtmanns im Amt Steinhorst Albrecht Ludwig Joachim Friedrich von Levetzow und dessen Frau Adelheid Anna Franziska Mathilde von Schimmelmann (1811–1878). Ferdinand von Levetzow und Gustav von Schimmelmann waren seine Onkel.
1865 trat er in die Preußische Marine ein. 1869 erhielt er sein Patent als Leutnant zur See. 1870 war er auf der Gazelle stationiert. 1872 wurde er zum Kapitänleutnant befördert. 1874 unterstand ihm das Karten-Depot bei der Kaiserlichen Werft in Kiel.
Seit dem 18. März 1879 Korvettenkapitän, hatte er 1880 das Kommando über die Aviso Grille, 1882 über das Schulschiff Rover und von April bis September 1884 über die Brigg Undine. Ab 1885 war er als charakterisierter Kapitän zur See Hafenkapitän in Kiel.
Am 1. April 1894 wurde er Reichskommissar für das Auswanderungswesen. Zuvor war das Reichskommissariat, eine obere Reichsbehörde im Bereich des Reichsamts des Innern, wegen der stark gestiegenen Auswanderungszahlen in drei Aufsichtsbezirke aufgeteilt worden. Levetzow war mit Dienstsitz in Bremen für den Bezirk Unterweser (Bremen, Bremerhaven, Geestemünde, Nordenham) zuständig. Im Auftrag des Reichskanzlers übte er die Aufsicht über das Auswanderungswesen aus. Seine Aufgabe war die Überwachung der in den Auswanderungshäfen zum Zweck der Unterbringung und Beförderung der Auswanderer bestehenden Einrichtungen und die Abstellung der dabei wahrgenommenen Mängel. Insbesondere überprüfte er Auswandererherbergen, Auswandererschiffe und Reichspostdampfer hinsichtlich der Erfüllung der gesetzlichen Vorschriften. Seine Jahresberichte wurden dem Reichstag vorgelegt und in den Reichstagsprotokollen veröffentlicht.
Theodor von Levetzow war seit 1879 verheiratet mit Hedwig, geb. von Kurowski (* 1858 in Mainz). Ein Sohn des Paares starb im Oktober 1880 als Säugling. Mit dem späteren Konteradmiral Magnus von Levetzow (1871–1939) war er nur weitläufig verwandt.

## Auszeichnungen
- Roter Adlerorden
  - 4. Klasse (18. Januar 1884)[6]
  - 3. Klasse mit der Schleife[7]
- Königlicher Kronen-Orden (Preußen), 3. Klasse (1882)
- Dienstauszeichnungs-Kreuz
- Hausorden der Wendischen Krone, Ritter (1880)
- Greifenorden, Komtur
- Oldenburgischer Haus- und Verdienstorden des Herzogs Peter Friedrich Ludwig, Komtur (1887)
- Annenorden, 2. Klasse (1889)